# 軒轅劍外傳 楓之舞
《軒轅劍外傳 楓之舞》是由大宇资讯制作的角色扮演游戏，亦是轩辕剑系列的首部外传作品，於1995年1月6日在台湾发行；Steam版於2021年2月8日發行。游戏講述了一個架構於真實歷史背景的故事，並因此獲得巨大的反響，成為軒轅劍系列劃時代的作品。「楓之舞」指的是戰場上無數旌旗飄舞的場景，而並非楓葉飄落。從這一款軒轅劍開始，軒轅劍角色扮演遊戲系列的每一款遊戲都有一個名稱。也开启了外传名称是带一个「之」字的三字短语的传统。
採用了《軒轅劍貳》的遊戲引擎，但畫面表現更為細緻，亦使用了雙重捲軸的畫面效果。

## 游戏剧情
大雁南歸途，雄師北馳驅。捲沙塵兮飛大旗，楓為飄兮落千里。
主角輔子徹是戰國時期思想家和科學家墨子的弟子，因為發現了鬼谷子的弟子蜀桑子的陰謀而開始踏上江湖。從這一款作品開始，機關術逐漸佔有了重要地位。
從本作開始，軒轅劍系列開始步上和歷史結合的道路，除了《軒轅伏魔錄》和《軒轅劍伍》以外，所有的相關作品無一不是和歷史有關聯的。

## 人物介紹
- 輔子徹

孤心憫世情，結友盡豪英。墨客胸中計，能退百萬兵。
年齡約十九歲。本故事主角，是三家分晉時沒落貴族的後代，童年在家族瓦解的混亂下渡過，十歲時被墨子收為徒。從小對製造機器工具有高度興趣，墨子便專教他這門技術，很快的他就成為門徒中最擅此道者。
輔子徹個性灑脫，喜好穿著絲制的白服，在同門徒弟眼中是個叛逆不守規矩的學生，又常到處亂跑。墨子正直晚年，相當寵年少的輔子徹。後來為了調查機關人而周遊列國，更進而發現陰謀家正引發一場前所未有的政變。 
- 桑紋錦

隨流逐波來，攜手天涯路。黯然濕粉腮，紅顏笑靨開。
蜀國文化的衣裝打扮。是個將近二十歲的年輕女孩。是蜀桑子的女兒，蜀桑子因為不滿她的獨立思考（意見太多），與他的愚民主義相衝突，毅然拋棄她。
紋錦正如一般同齡少女，較為多愁善感，但因為從小就在蜀桑子寄予蜀國友人的宮殿中長大，比較沒見過世面。紋錦是煉妖壺所煉育而出的。後來為阻止父親陰謀，而和輔子徹一行周遊各國。
- 機關人

烽火照高臺，邊城角聲哀。野心爭逐鹿，木兵造血海。
戴著青銅製的蜀國面具，是蜀桑子用巧妙的機關術造出的假人，懂得機關術的人可以用口音震動『樞』來操縱，原本是製造來破壞河堤，在墨子改造之後就成為協助主角的好幫手。 
- 鑄石子

燈火夜微明，壯士鳴不平。一點浩然氣，鐵血照丹青。
現在三十五歲。本名黎仲俠。曾經是墨子門徒，因幫助被貴族欺壓的窮人，被貴族捉去砍了雙手。後來墨子幫他用機關人的技術製造了義肢，鑄石子因為他得罪太勢利貴族，怕會拖累墨派，便自己宣稱他叛師，脫離了墨派。在三晉地區組織"庶人幫"，讓貧困無助的窮人能互助的組織，有時候也會去做劫富濟貧的勾當，是官府眼中的盜賊份子。